# Hochkreuzkapelle Röllfeld

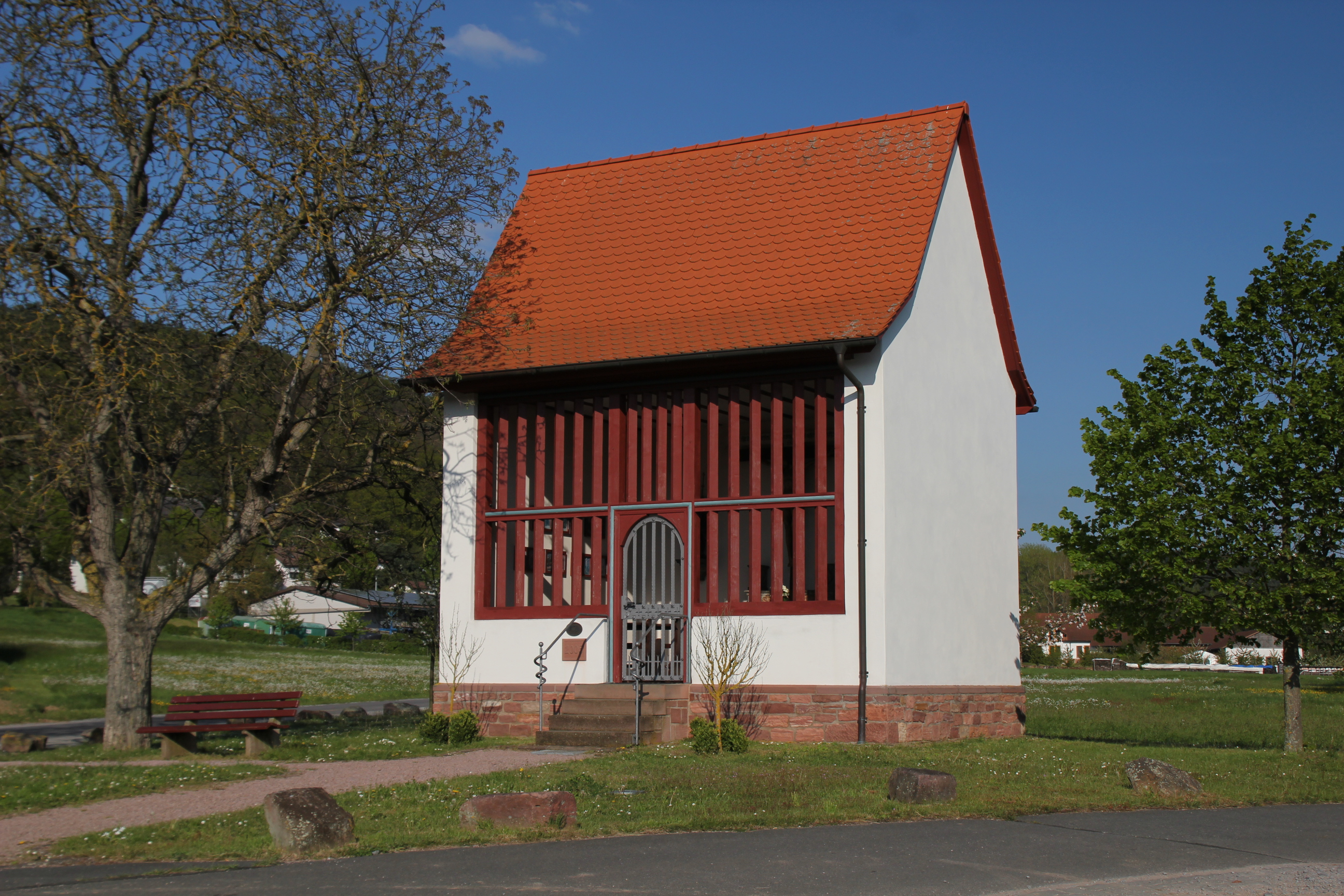
Hochkreuzkapelle Röllfeld

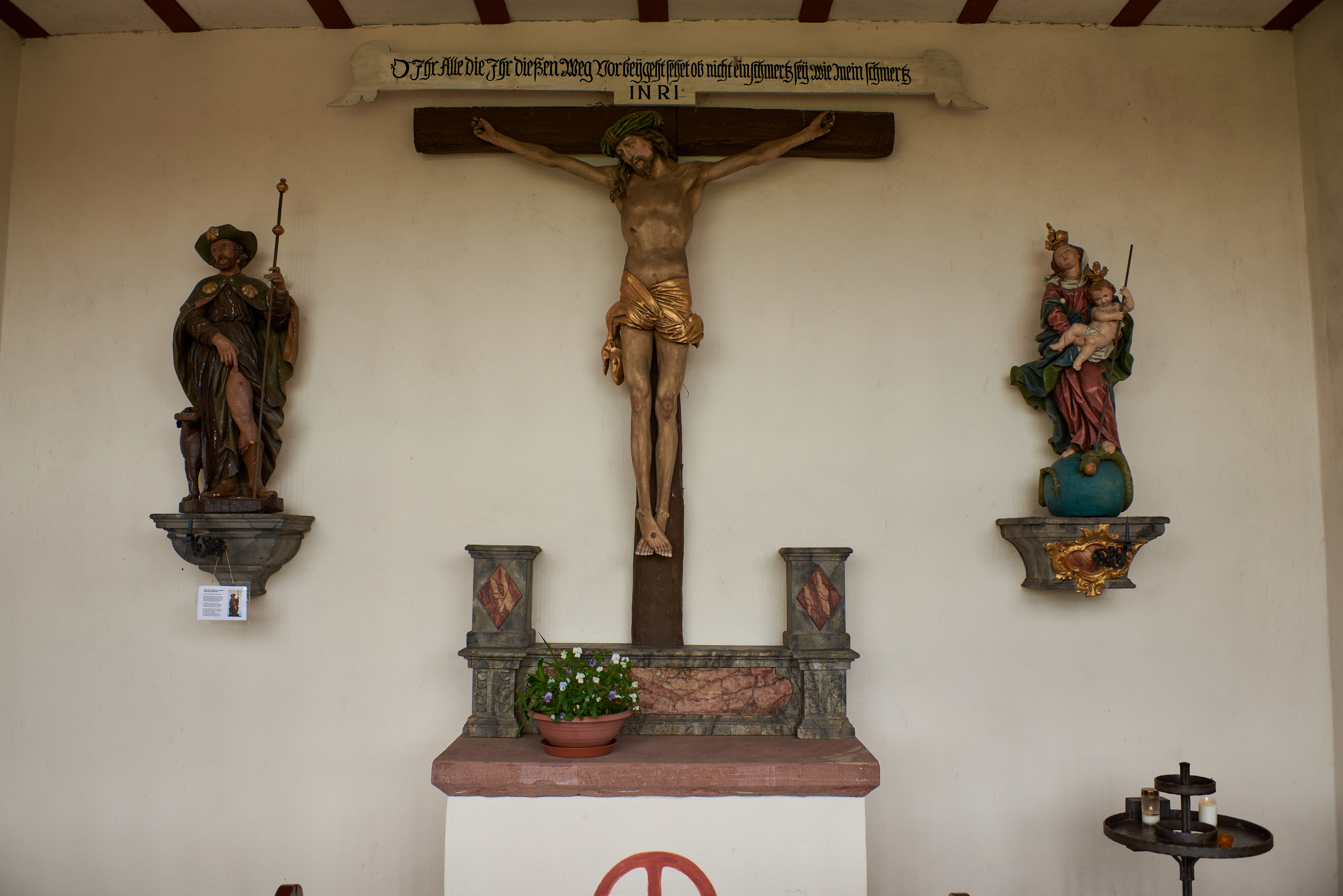
Altar mit Kreuzigungsgruppe

Die Hochkreuzkapelle stammt aus dem 16. Jahrhundert und steht seit 2005 am südöstlichen Ortsrand von Röllfeld, einem Stadtteil von Klingenberg am Main im unterfränkischen Landkreis Miltenberg in Bayern. Die Kapelle gehört zu den ältesten und volkstümlichsten Wegkapellen im unteren Maingebiet.
Der ursprüngliche Standort zwischen Klingenberg und Röllfeld an der stark befahrenen Staatsstraße 2309 war für die Bausubstanz nicht zuträglich, zudem konnte die Kapelle wegen Schmutz und Lärm seit langer Zeit weder für liturgische Feiern noch für private Andacht genutzt werden.
Eine Rückversetzung an diesem Standort scheiterte u. a. an den Grunderwerbskosten. Durch die Flurbereinigung in Röllfeld und das Entgegenkommen von Röllfelder Bürgern konnte die Kapelle an neuer Stelle in landschaftlich reizvoller Umgebung neu aufgebaut werden.

## Geschichte
Vor der Versetzung lag die Kapelle am alten Wallfahrtsweg nach Walldürn, und Prozessionen aus Köln und Limburg machten hier Station. Errichtet wurde die Kapelle zwischen 1555 und 1582, was ein Wappen des Mainzer Erzbischofs Daniel Brendel von Homburg beweist. Die Kapelle beherbergte von 1845 bis 1861 das Grabmal des Konrad von Bickenbach († 4. Oktober 1393), das nach Abriss der Kirche in Grubingen zunächst auf dem dortigen Friedhof stand und heute im Bayerischen Nationalmuseum in München zu finden ist. Ferner erinnern ein Säulenkapitell aus dem 13. Jahrhundert und eine aufgestellte Grabplatte (1597) an die Kirche in Grubingen. In der Kapelle befinden sich 14 Stationen eines Kreuzwegs im Nazarenerstil (um 1900) und Figuren der Muttergottes und des hl. Rochus aus der ersten Hälfte des 18. Jahrhunderts.
Die Hochkreuzkapelle erinnert an die Legenden und geschichtlichen Ereignisse, die sich um die Kreuzesreliquie ranken. Sowohl in der Pfarrkirche zu Klingenberg als auch in der Pfarrkirche zu Röllfeld befinden sich Kreuzreliquien in Form kleiner Holzsplitter, die der Überlieferung nach vom Kreuz Christi stammen sollen.

## Versetzung
Der Abbruch an alter Stelle begann im März 2005 und bereits im September des gleichen Jahres konnte der Aufbau abgeschlossen werden. Er wurde in 720 Stunden von ehrenamtlichen Helfern geleistet. Federführend waren Pfarrer Dieter Michael Feineis und Architekt Helmut Becker (Förderverein Historisches Klingenberg).

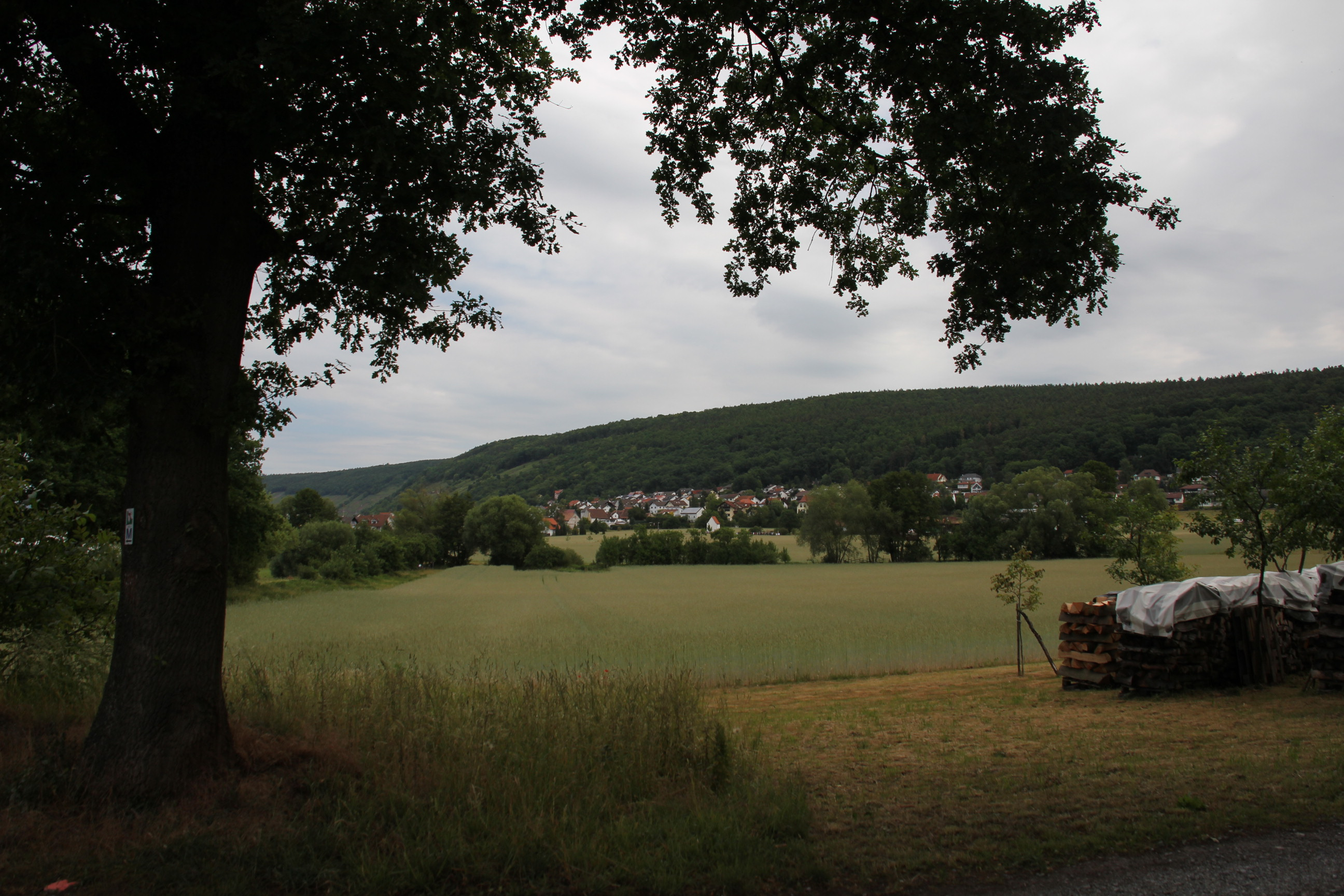
Hochkreuzkapelle (Bildmitte) in ihrer Lage vor der Ortschaft Röllfeld im Juni 2011

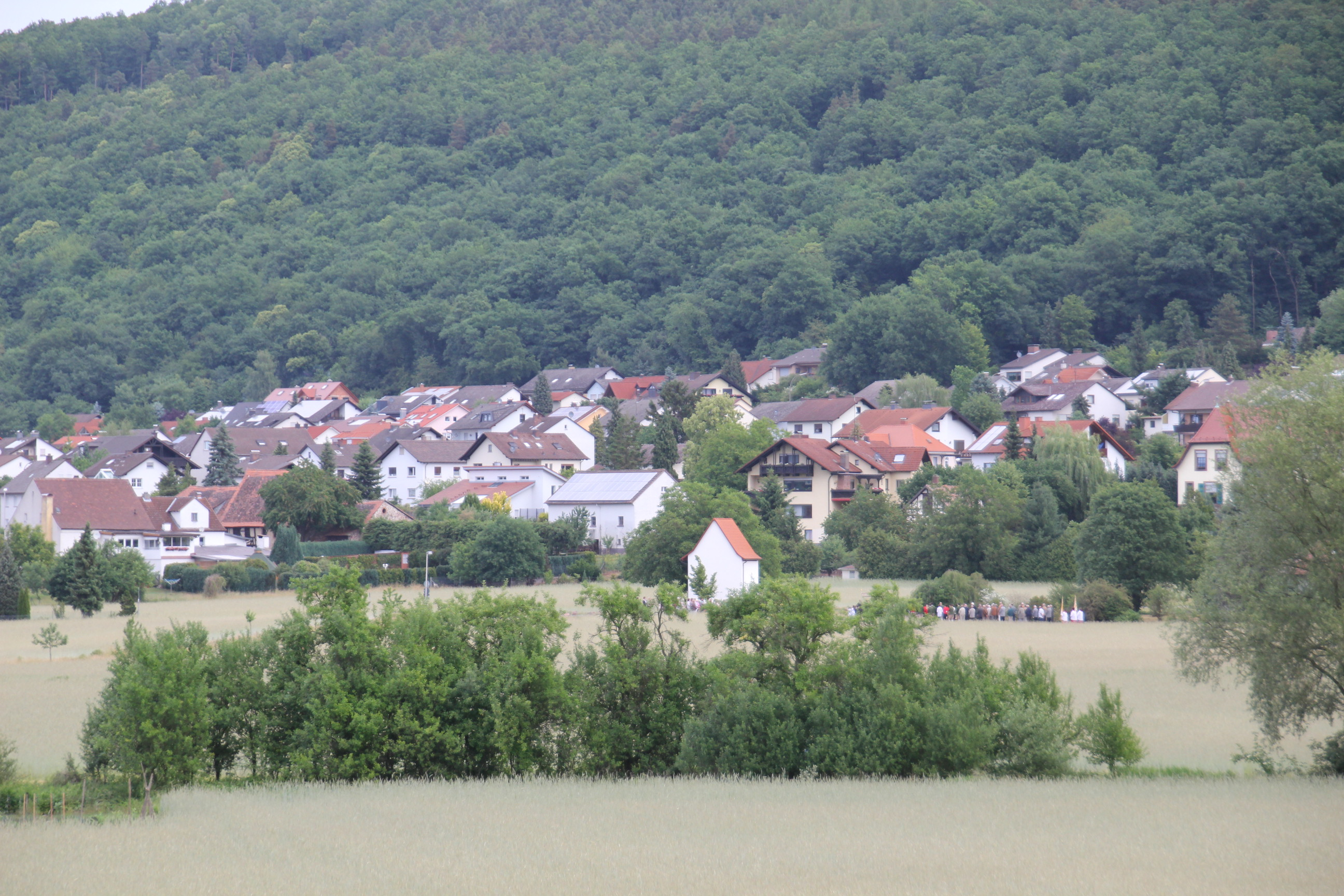
Hochkreuzkapelle in ihrer Lage in den Feldern vor der Ortschaft Röllfeld im Juni 2011, mit im Bild die Prozession anlässlich Christi Himmelfahrt

## Weblinks

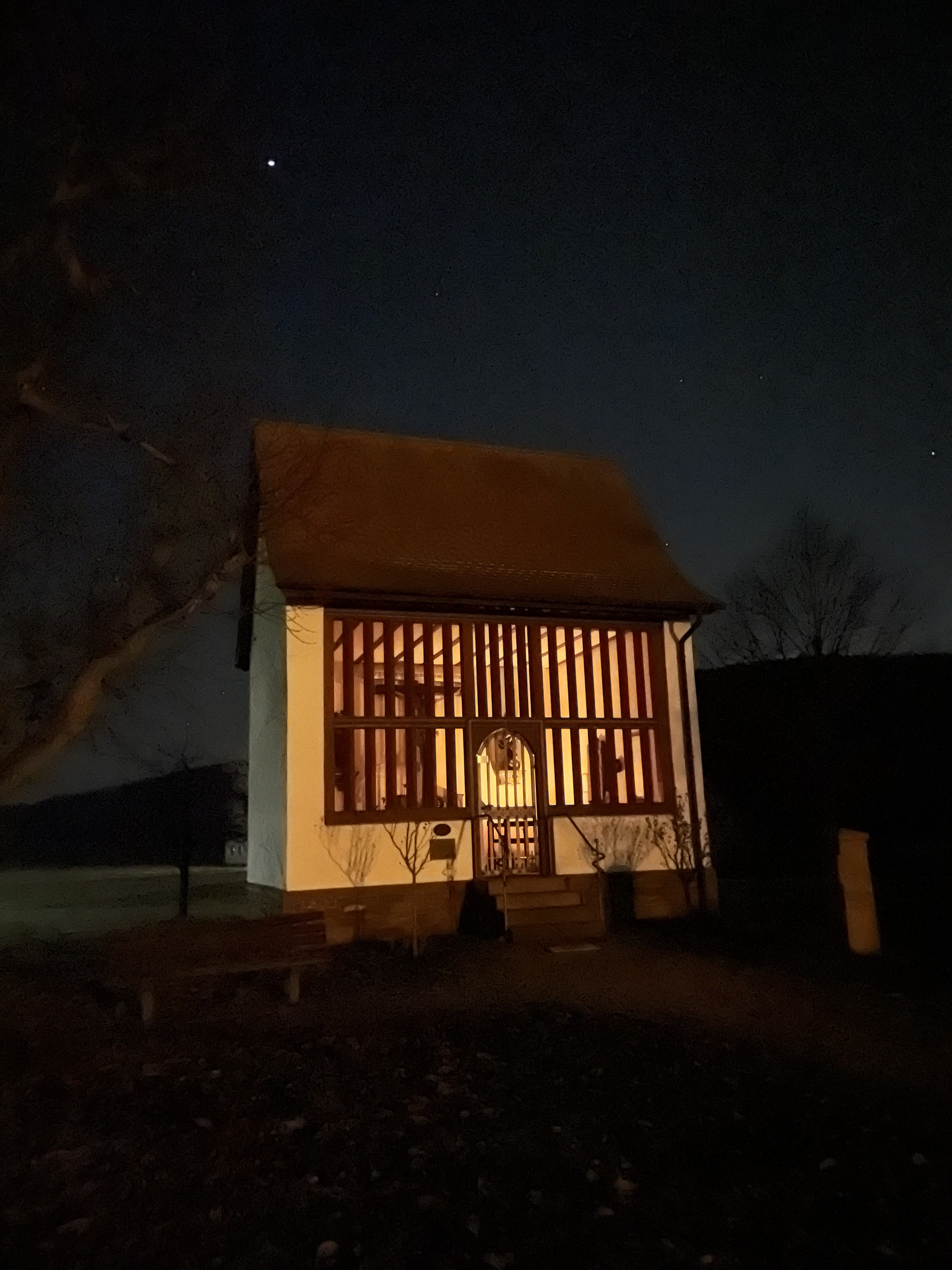
Die Hochkreuzkapelle bei Röllfeld bei Nacht (an einem kalten Abend im Dezember 2023)